# Salpis interrupta
Salpis interrupta är en fjärilsart som beskrevs av Frederick H. Rindge 1973. Salpis interrupta ingår i släktet Salpis och familjen mätare. Inga underarter finns listade.